# 베를린 호엔촐레른담역
베를린 호엔촐레른담역(Bahnhof Berlin Hohenzollerndamm)은 베를린 샤를로텐부르크빌머스도르프구 할렌제에 있는 베를린 순환선의 철도역이다. 베를린 순환선과 호엔촐레른담의 교차점에 역사가 위치해 있다. 할렌제 구역의 남쪽 끝 호엔촐레른교(Hohenzollernbrücke)에 인접해 있다. S반 승강장은 교량 아래에 있으며 순환선 화물선 및 아우토반 100호선이 둘러싸고 있다. 역 출입구 및 대합실 건물은 보행자 통로를 통해서 승강장으로 이어진다. 2008년에 호엔촐레른교 남동쪽으로 이어지는 세 번째 출구가 건설되었다.
역사는 근처에 있는 주택과 비슷한 양식으로 건설되었다. 초기 근대 건축 양식으로 설계되었고 아르 누보 디자인의 구성 요소를 일부 차용했다. 역사와 주택지 일부는 베를린의 건축유산으로 지정되어 있다.

## 역사
호엔촐레른담 일대에 주택지를 개발하면서 1908년부터 1910년까지 건설되었다. 역 개통은 1910년 11월 1일이었다. 1928년 11월 6일부터 전동차 운행이 시작되었다.
1980년 9월 18일 서베를린 S반 파업 당시에 운행을 중단했다. 베를린교통공사가 운영권을 넘겨받은 이후인 1988년에 대합실 보수공사가 진행되었다. 보수공사 중 역 승강장이 도로변 반대쪽 출입구를 개설하기 위해서 남동쪽으로 이설되어 다리 아래쪽으로 들어갔다. 이후 접근성 확보를 위해서 엘리베이터가 설치되었다. 1993년 12월 17일 순환선이 복구되어 영업을 다시 시작했다. 승강장 이설 당시 계획되었던 새로운 출입구는 2008년 12월 19일에 완공되었다.
2015년 말부터 1인 승무를 위해서 ZAT-FM이 도입되었다.

## 인접 철도역
베를린 버스 115번과 환승 가능하다.
| 베를린 S반                          | 베를린 S반 | 베를린 S반                                     |
| ----------------------------------- | ---------- | ---------------------------------------------- |
| 하이델베르거 플라츠 반시계방향 순환 | S41 · S42  | 할렌제 시계방향 순환                           |
| 할렌제 베스트엔트 방면              | S46        | 하이델베르거 플라츠 쾨니히스 부스터하우젠 방면 |